# Maja Vtič
Maja Vtič, slovenska smučarska skakalka, * 27. januar 1988, Novo mesto. 
Maja je članica kluba SD Zabrdje in slovenske ženske skakalne reprezentance. Leta 2016 je bila tretja v skupni razvrstitvi svetovnega pokala in s tem kot prva Slovenka končala na stopnicah tekmovanja svetovne elite. 

## Tekmovalna kariera
Na mednarodnih skakalnih prireditvah se je prvič pojavila leta 2003 v starosti 15 let. Tedaj in še v naslednjem letu je nastopila na več tekmah FIS, torej prireditvah nižjega ranga, ki so služile nabiranju izkušenj ter uveljavitvi. 

### Celinski pokal, 2004-12
Maja je prvi nastop na tedaj najmočnejšem ženskem skakalnem tekmovanju, kontinentalnem pokalu, doživela julija 2004, ko je na dveh tekmah v Park Citiju, ZDA obakrat zasedla 18. mesto. Nato je v zimi 2004-05 pri starosti sedemnajst let nanizala več solidnih uvrstitev in si kmalu priskakala tudi prve stopničke. To je bilo 12. februarja 2005 v nemškem Baiersbronnu, ko je bila druga. Sezono je zaključila kot druga najboljša Slovenka na 8. mestu s 374 točkami. Naslednjo sezono, 2005-06, se je uvrščala med najboljšo deseterico ali takoj za njo in tekmovanje zaključila s 334 osvojenimi točkami na 14. mestu kot najboljša Slovenka.
V sezoni 2006-07 je rezultatsko nazadovala. Sicer se je še vedno uvrščala med dobitnice točk, le da bolj na mesta pri repu njih. Najboljši rezultat je dosegla s 13. mestom na domači tekmi na Ljubnem. Sezono je končala kot četrta Slovenka šele na 46. mestu z vsega 36 točkami.

#### Prva mladinska medalja Slovenk
Marca 2007 se je udeležila tekmovanja za Svetovno mladinsko prvenstvo, ki je bilo tedaj v italijanskem Tarvisiju. Tam je dne 17. marca priskakala prvo slovensko žensko medaljo na tovrstnih tekmovanjih. Na tekmi posameznic je bila tretja in s tem osvojila bronasto medaljo.
V sezoni 2007-08 je svoje rezultate popravila ter poleg nekaj uvrstitev med deset najboljših prišla najprej do uvrstitve na stopničke in nato še do prve zmage. 17. februarja 2008 je v nemškem Breitenbergu slavila pred vsemi drugimi. V končni razvrstitvi sezone je končala na 4. mestu s 607 osvojenimi točkami kot najboljša Slovenka.
V naslednji sezoni, to je bilo v 2008-09, je nadaljevala z dobrimi uvrstitvami in 17. decembra 2008 v kanadskem Vancouvru prišla do svoje druge zmage na tekmah celinskega pokala. V skupni razvrstitvi je sezono končala na 10. mestu s 409 točkami in bila ponovno najboljša Slovenka. Nato ji je nadaljnje nastopanje preprečila poškodba, ki jo je držala stran od tekmovanj za leto in pol. Vrnila se je sredi leta 2010 in nato v sezoni 2010-11 potrebovala nekaj časa, da se je vrnila do starih dosežkov. Najboljši rezultat sezone je bilo tretje mesto, ki ga je zasedla trikrat, dvakrat doma v Ljubnem in enkrat v japonskem Zaoju. Tekmovanje je kot druga najboljša Slovenka končala na 10. mestu s 506 točkami.
Na začetku poletnega dela celinskega pokala je dne 22. julija 2011 dosegla zmago na poljskem v Zakopanih. Nato je nastopala na dveh tekmovanjih, poleg v celinskem še v svetovnem pokalu, ki je bil takrat prvič na sporedu za ženske. Na celinskem je zbrala več dobrih uvrstitev in je tekmovanje zaključila na skupno tretjem mestu.
Skupno je v obdobju 2005-12 na tekmah kontinentalnega pokala bila dvanajstkrat uvrščena na stopničke, od tega je trikrat zmagala. 

### Svetovni pokal, 2011-16
Na tekmah svetovnega pokala je debitirala na sploh prvi organizirani tovrstni tekmi za ženske 3. decembra 2011 v Lillehammerju. Nastop na tej tekmi se ji je povsem ponesrečil saj je bila uvrščena šele na 42. mesto. Že na naslednji tekmi je bila veliko boljša, četrta. Nato je zbrala še več solidnih uvrstitev in prvo sezono svetovnega pokala za ženske končala na 12. mestu kot druga najbolje uvrščena Slovenka. Nato je v sezoni 2012-13 zasedala predvsem mesta nekje na sredini dobitnic točk, le enkrat se ji je uspelo uvrstiti med najboljšo deseterico. Sezono je zaključila na 16. mestu s 244 osvojenimi točkami. 
V naslednji sezoni, 2013-14, se je rezultatsko popravila, zbrala najprej več uvrstitev med prvo deseterico, in nato prišla še do svojih prvih stopničk. To je dosegla 1. februarja 2014, ko je na tekmi v avstrijskem Hinzenbachu osvojila tretje mesto. Sezono je zaključila na 6. mestu z osvojenimi 542 točkami kot najbolje uvrščena Slovenka. 
Leta 2014 je nastopila na prvi tekmi za ženske v smučarskih skokih v zgodovini olimpijskih iger na srednji skakalnici in osvojila šesto mesto. 
V sezoni 2014-15 je nadaljevala z dobrimi rezultati, se nekajkrat uvrstila med najboljših deset, višje pa ni segla. Njen najboljši rezultat je bilo šesto mesto, ki pa ga je dosegla kar petkrat. Na koncu je v seštevku bila kot druga najboljša Slovenka uvrščena na 6. mesto. 
Sezono 2015-16 je začela z drugim mestom na prvi tekmi v Lillehammerju ter v podobnem slogu nadaljevala ter tako po več izjemnih rezultatih prišlo do zmage. 13. februarja 2016 je dosegla svojo prvo in drugo slovensko zmago v svetovnem pokalu na tekmi na Ljubnem. Skupno je v sezoni dosegla sedem uvrstitev na stopničke in kot prva slovenska skakalka osvojila medaljo za tretje mesto v skupnem seštevku svetovnega pokala.

## Dosežki v svetovnem pokalu

### Uvrstitve po sezonah
| Sezona  | Uvrstitev | Točke |
| ------- | --------- | ----- |
| 2011-12 | 12.       | 272   |
| 2012-13 | 16.       | 244   |
| 2013-14 | 6.        | 542   |
| 2014-15 | 6.        | 418   |
| 2015-16 | 3         | 908   |
| 2016-17 | 11.       | 477   |

### Uvrstitve na stopničke po sezonah
| Sezona  | 1 | 2 | 3 | Skupaj |
| 2011-12 | - | - | - | -      |
| 2012-13 | - | - | - | -      |
| 2013-14 | - | - | 1 | 1      |
| 2014-15 | - | - | - | -      |
| 2015-16 | 1 | 4 | 2 | 7      |
| 2016-17 | - | - | - | -      |
| Skupaj  | 1 | 4 | 3 | 8      |

### Zmage na posamičnih tekmah (1)
| Št. | Sezona  | Datum            | Lokacija          | Skakalnica                  | Velikost |
| --- | ------- | ---------------- | ----------------- | --------------------------- | -------- |
| 1   | 2015-16 | 13. februar 2016 | Ljubno ob Savinji | Skakalni center Savina K 95 | Srednja  |